# Werner van den Valckert
Werner van den Valckert (Amsterdam, ca. 1585 - ap. 1635) est un peintre et graveur du siècle d'or néerlandais.

## Biographie

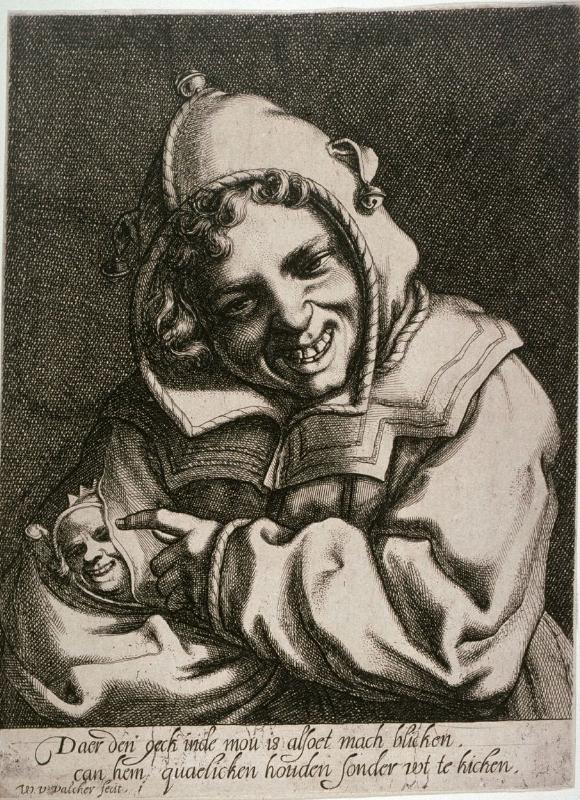
Un fou dans la manche (entre 1600 et 1627).

Werner van den Valckert naît vers 1585 à Amsterdam.
Selon Arnold Houbraken, Valckert a été un étudiant de Hendrik Goltzius, et selon le RKD, il a aussi eu pour maître un certain Andries Jeremias.
Bien que né à Amsterdam, il devient membre de la guilde de Saint-Luc de La Haye de 1600 à 1605 et a aussi été membre de la Confrérie Pictura.
Le 6 novembre 1605, il épouse Jannetje Cornelis, la fille de Cornelis Sybertsz.
En 1614, il revient à Amsterdam, où sa fille est baptisée.
Ses premières eaux-fortes datent de 1612, et les tableaux connus de lui qui ont survécu sont des allégories historiques ou des portraits. Il a aussi réalisé un prestigieux schuttersstuk qui inclut le bourgmestre d'Amsterdam Albert Burgh (en).
Il a peint une série de quatre tableaux représentant un docteur sous forme d'ange, le Christ, un homme et le diable ; ces tableaux sont basés sur des gravures de Goltzius et sont conservés au musée Boerhaave. Il a aussi réalisé une autre série de quatre toiles sur le soulagement des pauvres (musée d'Amsterdam).
L'une de ses estampes, représentant Platon, a inspiré les tableaux Tête d’apôtre et Saint Paul, de Diego Vélasquez,.
Il meurt en 1627 dans sa ville natale.